# Opus quadratum

(a) sistema griego isódomo
(b) sistema griego de ortostatos y diátonos alternados.

(c) sistema romano arcaico
(d) sistema romano en filas de ortostatos y diátonos.

Opus quadratum es un sistema constructivo de la Antigua Roma, en donde sillares de piedra de la misma altura se establecían en hiladas paralelas regulares, a menudo sin el uso de mortero.

## Técnica
Esta técnica de construcción fue utilizada por los griegos y los romanos sobre el siglo VI a. C. en adelante, consiguiendo cada vez mayor precisión y exactitud en el corte del bloque. Esta técnica se continuó utilizando durante todo el Imperio romano, incluso después de la introducción del mortero. Se utiliza a menudo junto a otras técnicas. El tipo de piedra, el tamaño de los bloques y la forma en que se juntaban, pueden ser utilizados para ayudar a los arqueólogos a datar las estructuras que disponían de esta tecnología.
Los bloques rectangulares de piedra (para el aparejo grande tiene unas medidas de 70 × 40 × 40 cm) en base horizontal. Cuando las piedras tienen todos los lados iguales, se conoce como opus quadratum isodome.

### Al modo etrusco
En su utilización primitiva, (a menudo llamado a la "manera etrusca"), las juntas entre los bloques presentaban discontinuidades, los bloques eran desiguales. Ejemplos con este tipo de construcción se pueden encontrar en los embalses, sótanos, muros y podios de los templos en las ciudades etruscas y en Roma.

### Al modo griego
Posteriormente (a la "manera griega"), los bloques se colocaban en una de las dos rotaciones. Se debían colocar "camillas" para que el lado más largo estuviese de cara a la pared y se colocaban "cabeceras" donde el lado más corto estuviese de cara a la pared y se ampliaban aún más atrás en el espesor del muro. 
Se podrían dar varios patrones en función de la forma de colocación de los bloques y era común para reforzar el muro, asegurar que las uniones entre bloques estuvieran centradas sobre los bloques de la fila inferior.

### Hormigón romano
Con la introducción del hormigón o cemento romano u opus caementicium, fueron a menudo construidos muros exteriores continuos, con algunos bloques colocados como cabeceras con el fin de adherirse a la pared interior. Tanto azulejos como mármoles se pueden encontrar cimentados en los muros, pero era menos común encontrarlos en estructuras de carga, como arcos y pilares utilizados para puentes y acueductos.